# Upton Magna
Upton Magna è un villaggio e parrocchia civile dell'Inghilterra, appartenente alla contea dello Shropshire.